# Cohors II Sardorum
Die Cohors II Sardorum [Severiana] (deutsch 2. Kohorte der Sarden [die Severianische]) war eine römische Auxiliareinheit. Sie ist durch ein Militärdiplom und Inschriften als Teil der Besatzungstruppen der nordwestafrikanischen Provinz Mauretania Caesariensis belegt.

## Namensbestandteile
- Sardorum: der Sarden. Die Soldaten der Kohorte wurden bei Aufstellung der Einheit aus dem Volk der Sarden auf dem Gebiet der römischen Provinz Sardinia et Corsica rekrutiert.

- Severiana: die Severianische. Eine Ehrenbezeichnung, die sich auf Severus Alexander (222–235) bezieht. Der Zusatz kommt in der Inschrift (CIL 8, 21720) vor.

Da es keine Hinweise auf die Namenszusätze milliaria (1000 Mann) und equitata (teilberitten) gibt, ist davon auszugehen, dass es sich um eine reine Infanterie-Kohorte, eine Cohors (quingenaria) peditata, handelt. Die Sollstärke der Einheit lag bei 480 Mann, bestehend aus 6 Centurien mit jeweils 80 Mann.

## Geschichte
Die Kohorte war während der gesamten noch nachverfolgbaren Zeit ihres Bestehens in der Provinz Mauretania Caesariensis stationiert. Dort war sie im Jahr 122 n. Chr. verantwortlich für die Gründung des Lagers Rapidum. Dies geht aus der erhaltenen Bauinschrift des Kastells (AE 1975, 953) hervor, die sich auf dieses Jahr datieren lässt. Vor der Gründung von Rapidum könnte die Truppe bereits einige Zeit an einem anderen Ort der Provinz Mauretania Caesariensis stationiert gewesen sein, nämlich in Saldae, wo ein Grabstein eines Truppenangehörigen aus dem späten 1. Jahrhundert n. Chr. gefunden wurde. Auf einem Militärdiplom des Jahres 107 ist sie zwar nicht unter den Truppen der Provinz aufgeführt, allerdings muss die Liste des Diploms auch nicht vollständig sein.
In den Jahrzehnten nach 122 blieb die Cohors II Sardorum die Stammbesatzung von Rapidum. Auf einem Militärdiplom des Jahres 152 ist sie als Teil der Provinztruppen der Mauretania Caesariensis (siehe Römische Streitkräfte in Mauretania) nachgewiesen. Um 200 wurde die Cohors II Sardorum im Rahmen der Vorverlegung der Reichsgrenze nach Altava versetzt, das 450 Kilometer westlich von Rapidum gelegen ist. Der früheste Nachweis der Truppe in Altava lässt sich in die Jahre 201 bis 208 n. Chr. datieren. Der letzte Nachweis der Kohorte beruht auf der Inschrift (CIL 8, 21523), die auf 238/244 datiert ist.

## Standorte
Standorte der Kohorte in Mauretania Caesariensis waren möglicherweise:
- Altava (Ouled Mimoun): Mehrere Inschriften wurden hier gefunden.[5][6]
- Saldae (nahe Bejaia): Ein Grabstein (AE 2003, 2027) wurde hier gefunden.
- Rapidum (Sour Djouab): Mehrere Inschriften wurden hier gefunden.

## Angehörige der Kohorte
Folgende Angehörige der Kohorte sind bekannt:

### Kommandeure
| - Aurelius []i[]sius, ein Tribun (CIL 8, 21523) - Aurelius Exoratus, ein Praepositus der Kohorte und Decurio der Ala Parthorum (CIL 8, 21720) - C(aius) Fannius Iunianus, ein Präfekt (AE 1956, 159, CIL 8, 9831) - C(aius) Iulius Crescens Didius Crescentianus, ein Tribun (AE 1920, 115) | - Iul(ius) Germanus, ein Praepositus der Kohorte und Decurio der Ala II Thracum Augusta (AE 1932, 31, CIL 8, 10949) - Marcus Servilius Eunicus (Μαρκος Σερουιλιος Ευνεικος), ein Präfekt - S(extus) Iulius [In]genuus, vermutlich ein Praepositus sowohl der Cohors II Sardorum als auch der Ala Exploratorum Pomariensium (CIL 8, 21704) |

### Sonstige
| - [], ein Soldat (CIL 8, 9207) - Abillahas Rummei, ein Soldat (CIL 8, 20829) - Antonius Valens, ein Vexillarius (AE 1951, 145) - Aurelius Verus, ein Duplicarius (AE 1992, 1914) - Claudius Rogatus, ein Vexillarius (CIL 8, 21667) - Datus Felicis, ein Soldat (CIL 8, 9200) | - Domitius, ein Centurio (CIL 8, 17537) - Favonius Donatus, ein Soldat (CIL 8, 9202) - Fulvius Felix, ein Veteran (AE 1951, 144) - Furfanius Donatus, ein Soldat (CIL 8, 9056) - P(ublius) Basilius Rufinus, ein Soldat (CIL 8, 17537) |